# Lyckeby landsfiskalsdistrikt
Lyckeby landsfiskalsdistrikt var 1918–1964 ett landsfiskalsdistrikt i Blekinge län, bildat när Sveriges indelning i landsfiskalsdistrikt trädde i kraft den 1 januari 1918, enligt beslut den 7 september 1917. Den 1 januari 1965 avskaffades i Sverige samtliga landsfiskaler och landsfiskalsdistrikt, och deras arbetsuppgifter delades upp på de nyskapade indelningarna polisdistrikt, åklagardistrikt och kronofogdedistrikt.
Landsfiskalsdistriktet låg under länsstyrelsen i Blekinge län.

## Ingående områden
När Sveriges nya indelning i landsfiskalsdistrikt trädde i kraft den 1 oktober 1941 (enligt kungörelsen den 28 juni 1941) tillfördes Rödeby landskommun samt största delen av Augerums landskommun från det upplösta Augerums landsfiskalsdistrikt. Samtidigt överfördes Ramdala landskommun till Kristianopels landsfiskalsdistrikt. När Sveriges nya indelning i landsfiskalsdistrikt trädde i kraft den 1 januari 1952 (enligt kungörelsen 1 juni 1951) ändrades indelningen av distriktets ingående områden.

### Från 1918
Östra härad:
- Del av Augerums landskommun: Hemmanen nr 1 Beseboda, nr 8 Vedeby och nr 9 Vedeby.[2]
- Lösens landskommun
- Ramdala landskommun
- Sturkö landskommun
- Tjurkö landskommun

### Från 1 oktober 1941
Östra härad:
- Augerums landskommun
- Lösens landskommun
- Rödeby landskommun
- Sturkö landskommun
- Tjurkö landskommun

### Från 1 januari 1952
- Fridlevstads landskommun
- Lyckeby landskommun
- Rödeby landskommun